# گلن یارو (نیویورک)
خلیج گلن (به انگلیسی: Glen Cove) شهری در شهرستان ناساو ایالت نیویورک است که در سرشماری سال ۲۰۱۰ میلادی، ۲۶۹۶۴ نفر جمعیت داشته است. خلیج گلن، به‌طور رسمی در تاریخ ۱۹۱۸ میلادی به‌عنوان یک شهر شناخته شد.